# Piękne wsie pięknie płoną
Piękne wsie pięknie płoną (serb. Лепа села лепо горе, Lepa sela lepo gore; ang. Pretty village, pretty flame) – jugosłowiański dramat wojenny z 1996 roku w reżyserii Srđana Dragojevicia.
Niemal 800 tysięcy ludzi oglądało film w serbskich kinach, co stanowiło 8% populacji całego kraju. Film został zgłoszony do nagrody Oscara w kategorii najlepszy film nieanglojęzyczny, jednak jego kandydatura została odrzucona.

## Opis fabuły
Akcja filmu toczy się w trakcie wojny w Bośni i Hercegowinie i przedstawia historię Milana, serbskiego żołnierza uwięzionego wraz z kompanami w tunelu przez boszniacki oddział. Film rozpoczyna czarno-biała sekwencja, relacjonująca oddanie do użytku tunelu w Bośni, zakończonej efektownym zranieniem palca nożyczkami przez zaproszonego gościa, przecinającego wstęgę. Dziecięca przyjaźń Serba Milana i Muzułmanina Halila, pod wpływem wojny przeradza się w nienawiść. Scenerią, w której rozgrywa się większość filmu, jest tunel, w którym w czasie wojny została uwięziona i otoczona przez oddziały muzułmańskie grupa serbskich żołnierzy. Uwięzieni żołnierze przejawiają zróżnicowane zachowania wywołane przez wojnę – od heroizmu i brawury poprzez objawy szaleństwa do zwierzęcego strachu. Abstrakcyjna staje się obecność w tunelu Amerykanki, pracującej dla jednej z organizacji humanitarnych. Końcowe sceny w szpitalu, kiedy ciężko ranny Serb próbuje zabić ciężko rannego Bośniaka, czołgając się do niego po szpitalnej podłodze, mogą wskazywać, że autorzy przede wszystkim chcieli zaprezentować bezsens tej wojny.

## W rolach głównych
- Dragan Bjelogrlić – Milan
- Nikola Kojo – Velja
- Dragan Maksimović – Petar
- Zoran Cvijanović – Brzi
- Milorad Mandić – Viljuška
- Dragan Petrović – Laza
- Lisa Moncure – Liza
- Nikola Pejaković – Halil
- Velimir Bata Živojinović – Gvozden

## Nagrody
- Wygrana w kategorii European Jury Award oraz Telcipro Award na Angers European First Film Festival w 1997[3],
- Wygrana w kategorii Distinguished Award of Merit na Międzynarodowym Festiwalu Filmowym w Fort Lauderdale w 1996[4],
- Brązowy Koń na Międzynarodowym Festiwalu Filmowym w Sztokholmie w 1996[5],
- Wygrana w kategorii International Jury Award na Międzynarodowym Festiwalu Filmowym w São Paulo w 1996[6],
- Nagroda publiczności oraz nominacja do nagrody Golden Alexander na Międzynarodowym Festiwalu Filmowym w Salonikach w 1996[7].